# نیکول جفی
نیکول جَـفی (انگلیسی: Nicole Jaffe؛ زادهٔ ۲۳ مهٔ ۱۹۴۱) بازیگر و عامل استعدادیابی اهل کانادا است.
از فیلم‌هایی که وی در آن‌ها نقش داشته‌است، می‌توان به فیلم‌های جدید اسکوبی دو، اتاق ۲۲۲، مارلو و ماشین سحرآمیز اشاره نمود.